# Месторождение Клён
Месторождение Клён — коренное золото-серебряное месторождение в пределах Билибинского района Чукотского АО.

## География
Расположено в 250 км от районного центра, с которым связано сезонным автозимником. Ближайшими населёнными пунктами к месторождению являются заброшенные горняцкие поселки Мандриково и Дальний (86 и 59 км соответственно).

## История
Золоторудное месторождение Клён было открыто геологами Анюйской ГГП.
До 2012 года лицензией на разработку месторождения владела компания Millhouse Capital, которая продала право недропользования британской Highland Gold Mining, при этом обе компании контролируются Романом Абрамовичем.
В настоящее время месторождение осваивается. Численность работающих на участке составляет ок. 600 человек.

## Геологическая характеристика
Месторождение приурочено к Олойской складчато-глыбовой зоне мезозоид. Рудное поле имеет площадь 13,5 кв.км при установленном размахе оруденения в 150 м. На данный момент наиболее исследованной является центральная часть месторождения.

### Состав руды
В составе рудного тела присутствуют пирит, арсенопирит, галенит, сфалерит, аргентит, пираргирит, электрум, при этом суммарная доля рудных минералов в жилах не выше 2 %.
Основной примесью в золоте является серебро. Золото-серебряное соотношение колеблется в пределах 1:3.
Золото в руде также присутствует в самородном виде.

### Запасы
Утверждённые запасы золота составляют по российским стандартам 17,6 т, по стандартам JORC — 0,51 млн унций. Среднее содержание золота составляет 9,14 грамма на тонну. Прогнозные ресурсы на флангах месторождения оцениваются в 0,8 т.

## Технология золотоизвлечения
Согласно данным технологических исследований руд планируется использовать гравитационно-флотационную схему обогащения с цианированием хвостов флотации, при этом уровень извлечения золота составит ок. 93 % золота и 95 % серебра.